# Athens (Texas)
Athens és una població dels Estats Units a l'estat de Texas. Segons el cens del 2006 tenia 12.458 habitants.

## Demografia
Segons el cens del 2000, Athens tenia 11.297 habitants, 4.110 habitatges, i 2.807 famílies. La densitat de població era de 298,3 habitants/km².
Dels 4.110 habitatges en un 32,7% hi vivien nens de menys de 18 anys, en un 49,1% hi vivien parelles casades, en un 15,4% dones solteres, i en un 31,7% no eren unitats familiars. En el 28,6% dels habitatges hi vivien persones soles el 14,6% de les quals corresponia a persones de 65 anys o més que vivien soles. El nombre mitjà de persones vivint en cada habitatge era de 2,55 i el nombre mitjà de persones que vivien en cada família era de 3,13.
Per edats la població es repartia de la següent manera: un 26,4% tenia menys de 18 anys, un 11,6% entre 18 i 24, un 25% entre 25 i 44, un 19,1% de 45 a 60 i un 17,9% 65 anys o més.
L'edat mediana era de 35 anys. Per cada 100 dones de 18 o més anys hi havia 83,3 homes.
La renda mediana per habitatge era de 29.372 $ i la renda mediana per família de 35.359 $. Els homes tenien una renda mediana de 27.388 $ mentre que les dones 19.375 $. La renda per capita de la població era de 16.561 $. Aproximadament el 14,7% de les famílies i el 18,3% de la població estaven per davall del llindar de pobresa.

## Poblacions més properes
El següent diagrama mostra les poblacions més properes.